# Municipio de Alvwood
El municipio de Alvwood (en inglés: Alvwood Township) es un municipio ubicado en el condado de Itasca en el estado estadounidense de Minnesota. En el año 2010 tenía una población de 42 habitantes y una densidad poblacional de 0,46 personas por km².

## Geografía
El municipio de Alvwood se encuentra ubicado en las coordenadas 47°42′25″N 94°11′50″O / 47.70694, -94.19722. Según la Oficina del Censo de los Estados Unidos, el municipio tiene una superficie total de 91.98 km², de la cual 90,57 km² corresponden a tierra firme y (1,53 %) 1,41 km² es agua.

## Demografía
Según el censo de 2010, había 42 personas residiendo en el municipio de Alvwood. La densidad de población era de 0,46 hab./km². De los 42 habitantes, el municipio de Alvwood estaba compuesto por el 100 % blancos. Del total de la población el 0 % eran hispanos o latinos de cualquier raza.